# Ozingeweer
Ozingeweer is een streekje in de gemeente Eemsdelta in de Nederlandse provincie Groningen. Het ligt onder Loppersum, ten westen van Zeerijp en ten noorden van Stork. Er staan drie boerderijen: 'De Volle Hand' (Westeremderweg 3), 'Leeg Schotel' (Westeremderweg 1) en 'Oezingaweer' (vroeger 'Vreetop'; Zeerijperweg 13).
De naam is bekend geworden door twee testamenten van Sicko tho Ozingeweer uit 1475 en 1490 die een kijkje geven in het boerenleven en kerkzaken in de 15e eeuw. Volgens een overlevering die werd beschreven door Kornelis ter Laan zouden de namen van de boerderijen van een bedelaar afkomstig zijn, die niks kreeg bij 'Leeg Schotel' en 'Vreetop', maar wel bij 'De Volle Hand'. Boerderij Oezingaweer is een rijksmonument met een schuur uit 1839, een bijschuur uit 1909 en een voorhuis dat in 1913 haar huidige vorm kreeg.
Groningen: Steden en dorpen      Nederland: Provincies · Gemeenten